# Brett Rogers
Brett Rogers, född 17 februari 1981 i Chicago, USA, är en amerikansk professionell MMA-utövare som tävlar i organisationen Strikeforce tungviktsdivision. Han var obesegrad i sina tio första matcher och har bland annat vunnit över före detta UFC-tungviktsmästaren Andrei Arlovski.

## Biografi
Rogers gick sin första professionella MMA-match i maj 2006. Han vann sina fem första matcher via knockout och skrev därefter kontrakt med organisationen EliteXC. Han debuterade i organisation i november 2007 när han besegrade Ralph Kelly via knockout i den första ronden. Rogers hann med att gå tre matcher i organisationen (samtliga vinster) innan den gick i konkurs i oktober 2008. Rogers kontrakt köptes då upp av Strikeforce,  och han debuterade i april 2009. 
Efter att nu ha vunnit sina tio första matcher via knockout bokades Rogers in för att möta topp 10-rankade Andrei Arlovski, före detta tungviktsmästare i UFC. Arlovski var storfavorit i matchen men Rogers vann via knockout efter bara 22 sekunder av den första ronden. I och med segern steg Rogers aktier och han fick nu chansen att gå sin första titelmatch. Den regerande WAMMA-mästaren i tungvikt, Fedor Emelianenko, skulle gå sin första match i Strikeforce och Rogers valdes ut till motståndare. Emelianenko vann dock matchen den 7 november 2009 via teknisk knockout i den andra ronden och Rogers förlorade därmed sin första MMA-match. Trots förlusten bokades sedan Rogers in att möta den regerande Strikeforce-mästaren Alistair Overeem i en titelmatch i april 2010. Rogers förlorade dock även denna match efter att ha blivit knockad i den första ronden.
Under 2011 medverkade Rogers i Strikeforce Grand Prix men blev utslagen av Josh Barnett i sin första match.

## Tävlingsfacit
| Resultat | Facit | Motståndare       | Metod                    | Event                           | Datum            | Rond | Tid  | Plats                        | Noteringar                           |
| Förlust  | 11-3  | Josh Barnett      | Submission (armtriangle) | Strikeforce: Overeem vs. Werdum | 18 juni 2011     | 2    | 1:17 | Dallas, USA                  | Kvartsfinal i Strikeforce Grand Prix |
| Vinst    | 11-2  | Ruben Villareal   | Domslut (enhälligt)      | W-1 New Ground                  | 23 oktober 2010  | 3    | 5:00 | Halifax, Nova Scotia, Kanada |                                      |
| Förlust  | 10-2  | Alistair Overeem  | TKO (slag)               | Strikeforce: Heavy Artillery    | 15 maj 2010      | 1    | 3:40 | St. Louis, USA               | För Strikeforce tungviktstitel       |
| Förlust  | 10–1  | Fedor Emelianenko | KO (slag)                | Strikeforce: Fedor vs. Rogers   | 7 november 2009  | 2    | 1:48 | Hoffman Estates, USA         | För WAMMA tungviktstitel             |
| Vinst    | 10–0  | Andrei Arlovski   | TKO (slag)               | Strikeforce: Lawler vs. Shields | 6 juni 2009      | 1    | 0:22 | St. Louis, USA               |                                      |
| Vinst    | 9–0   | Abongo Humphrey   | TKO (knän)               | Strikeforce: Shamrock vs. Diaz  | 11 april 2009    | 2    | 1:38 | San Jose, USA                |                                      |
| Vinst    | 8–0   | Jon Murphy        | KO (slag)                | EliteXC: Primetime              | 31 maj 2008      | 1    | 1:01 | Newark, USA                  |                                      |
| Vinst    | 7–0   | James Thompson    | KO (slag)                | EliteXC: Street Certified       | 16 februari 2008 | 1    | 2:24 | Sunrise, Florida, USA        |                                      |
| Vinst    | 6–0   | Ralph Kelly       | TKO (slag)               | EliteXC: Renegade               | 10 november 2007 | 1    | 1:43 | Corpus Christi, USA          |                                      |
| Vinst    | 5–0   | Josh Melichar     | KO (slag)                | EFX – Fury                      | 1 februari 2007  | 1    | 0:09 | Minnesota, USA               |                                      |
| Vinst    | 4–0   | Mark Racine       | TKO (slag)               | EFX – Fury                      | 17 december 2006 | 1    | 2:38 | Minnesota, USA               |                                      |
| Vinst    | 3–0   | Brian Heden       | KO (slag)                | EFX – Fury                      | 1 november 2006  | 1    | 1:20 | Minnesota, USA               |                                      |
| Vinst    | 2–0   | Stan Strong       | KO (slag)                | UCS – Throwdown at the T-Bar    | 30 juli 2006     | 2    | 0:14 | Minnesota, USA               |                                      |
| Vinst    | 1–0   | Chris Clark       | TKO (knä och slag)       | EFX – Fury                      | 3 maj 2006       | 1    | 0:37 | Minnesota, USA               |                                      |

### Webbkällor
- ”Brett Rogers MMA Record”. sherdog.com. http://www.sherdog.com/fighter/Brett-Rogers-16048. Läst 16 februari 2011.